# Kystforsvarsskibet Peder Skram
Peder Skram var et dansk pansret krigsskib, oprindeligt betegnet som "pansret kystforsvarsskib", fra 1912 blot "kystforsvarsskib", fra 1922 som "orlogsskib" og endelig fra 1932 som "artilleriskib". Med de tre skibe af Herluf Trolle-klassen fik Marinen endelig den serie homogene panserskibe, man havde ønsket i flere år. I forhold til det fem år ældre søsterskib Olfert Fischer var der kun foretaget mindre ændringer, og de tre skibe lignede hinanden så meget, at Marinen malede ringe på skorstenene for at skelne mellem dem.
Peder Skram var pansret med cementeret nikkelstål fra Krupp, der havde stor modstandskraft. 24 cm kanonerne (fra Bofors i Sverige) kunne række 15.200 m mod 13.700 m i Olfert Fischer, og skudhastigheden var øget fra 1,8 til 3 skud pr. minut. De mellemsvære 15 cm kanoner (også fra Bofors) havde længere kanonløb og havde øget rækkevidden fra 10.400 til 14.300 m, mens skudhastigheden fortsat var 7 skud pr. minut. Skibet var opkaldt efter den danske adelsmand og admiral Peder Skram.

## Tjeneste
Peder Skram søsattes fra Orlogsværftet den 2. maj 1908 (nybygning nummer 99), som det tredje panserskib i Herluf Trolle-klassen og med kommandohejsning i 1909. Skibet deltog i 1912 i eskorten ved afhentningen af Kong Frederik 8.'s lig i Travemünde. Skibet fik i sine første år en aktiv karriere i Marinen og deltog både i sommer- og vintereskadrer.
Under 1. verdenskrig udgjorde Peder Skram sammen med sine to søsterskibe og Skjold rygraden i den sikringsstyrke, der bevogtede de danske minefelter og markerede den danske neutralitet. Marinens store enheder gjorde på skift tjeneste i 1. eskadre i Øresund og 2. eskadre i Storebælt. I mellemkrigstiden var Peder Skram kun få gange udrustet. Søværnet ønskede tilsyneladende at spare på sit nye panserskib. Resultatet var også, at Peder Skram i 1939 var i stand til at gå 15,9 knob, altså samme fart som ved afleveringen 30 år tidligere.
Det var det eneste skib i sin klasse, der var tilbage ved 2. verdenskrigs udbrud i 1939. Den 9. april 1940 lå det i Frederikshavn og kom ikke i kamp. Den 29. august 1943 var Peder Skram oplagt på Holmen under Mastekranen, og klokken 4:35 blev søventilerne åbnet som led i Flådens sænkning. Lidt efter klokken 5 lagde skibet sig til rette på bunden med slagside. Fotografier af det sænkede Peder Skram og Mastekranen er nok det mest kendte motiv fra Flådens sænkning.
Saltvandet ødelagde skibets maskiner, men tyskerne var i stand til at hæve det sænkede skib og slæbte det til Tyskland, hvor det kom til at fungere som artilleriskoleskib. Her blev det kort før krigens slutning sænket. Efter krigen blev Peder Skram i 1945 slæbt hjem til Flådestation Holmen, hvor det lå indtil det blev ophugget i 1949. Under ophugningen blev det kraftigt pansrede kommandotårn udtaget og opstillet på Forsøgsstation Risø til brug ved radioaktive målinger.

## Henvisning
- Larsen, Kay (1932). Vore orlogsskibe fra halvfemserne til nu. Nyt Nordisk Forlag.
- Søren Nørby (2003). Flådens sænkning 29. august 1943. Forlaget Region. ISBN 87-91354-01-3.
- Steensen, R. S. (1968). Vore Panserskibe. Marinehistorisk Selskab.